# Фрейзер, Фредерик
Фредерик Лоренс Фрейзер (англ. Frederick Lorenz Frazier; 27 января 1880, Мобил, штат Алабама, США — 14 июня 1993, Мобил, штат Алабама, США) — американский долгожитель. С момента смерти Джеймса Уиггинса 16 октября 1991 года до своей смерти являлся старейшим живущим мужчиной земли. Также является первым мужчиной, бесспорно достигшим 113-летнего возраста (возраст Мэтью Бирда оспаривается).

## Биография
Фредерик Фрейзер родился в городе Мобил, штат Алабама, США, 27 января 1880 года. Его отец, Франк (1842—1914) родился на территории современной Германии, а его мать, Берта (1853—1933), также родилась в американском штате Алабама, в семье немцев.
Поскольку он родился всего за год до того, как штат Алабама начал регистрировать рождение ребёнка, его самое раннее зарегистрированное появление относится к Федеральной переписи населения 1880 года, где его возраст составлял 4 месяца.
Он переехал в Нью-Йорк примерно в 1900 году и работал морским инспектором, где работал инженером-надзирателем на борту SS Siboney. Он оставался в Нью-Йорке до 1930-х годов, прежде чем он и его жена переехали в Новый Орлеан, штат Луизиана.
Фредерик Фрейзер умер в американском штате Алабама, 14 июня 1993 года в возрасте 113 лет, 138 дней. На момент своей смерти он являлся 4-м старейшим живущим жителем земли (после Жанны Кальман, Маргарет Скит и Танэ Икаи), и вторым в США, а также одним из семи последних живых людей, рождённых в 1880 году. Он также является первым верифицированным супердолгожителем, родившимся в американском штате Алабама.

## Случай долголетия в его семье
Поскольку оба его родители умерли в возрасте около 70 лет, долголетия в его семье особо не было. Однако его младшая сестра Милдред (1892—1994), умерев через год после смерти своего старшего брата, прожила 101 год.

## Рекорды долголетия
- 27 января 1990 года он стал первым верифицированным супердолгожителем американского штата Алабама, отметившим 110-летие.
- 16 октября 1991 года после смерти Джеймса Уиггинса он стал старейшим живущим мужчиной США и мира.
- 27 января 1993 года он стал вторым (после Мэтью Бирда) мужчиной в истории, отметившим 113-летие.
- 14 апреля 1993 года после смерти Оды Мэттьюс он стал вторым старейшим живущим жителем США (после Маргарет Скит), и четвёртым в мире.

Фредерик Фрейзер является одним из четырёх последних жителей США, родившихся в 1880 году.